# Cucurulla

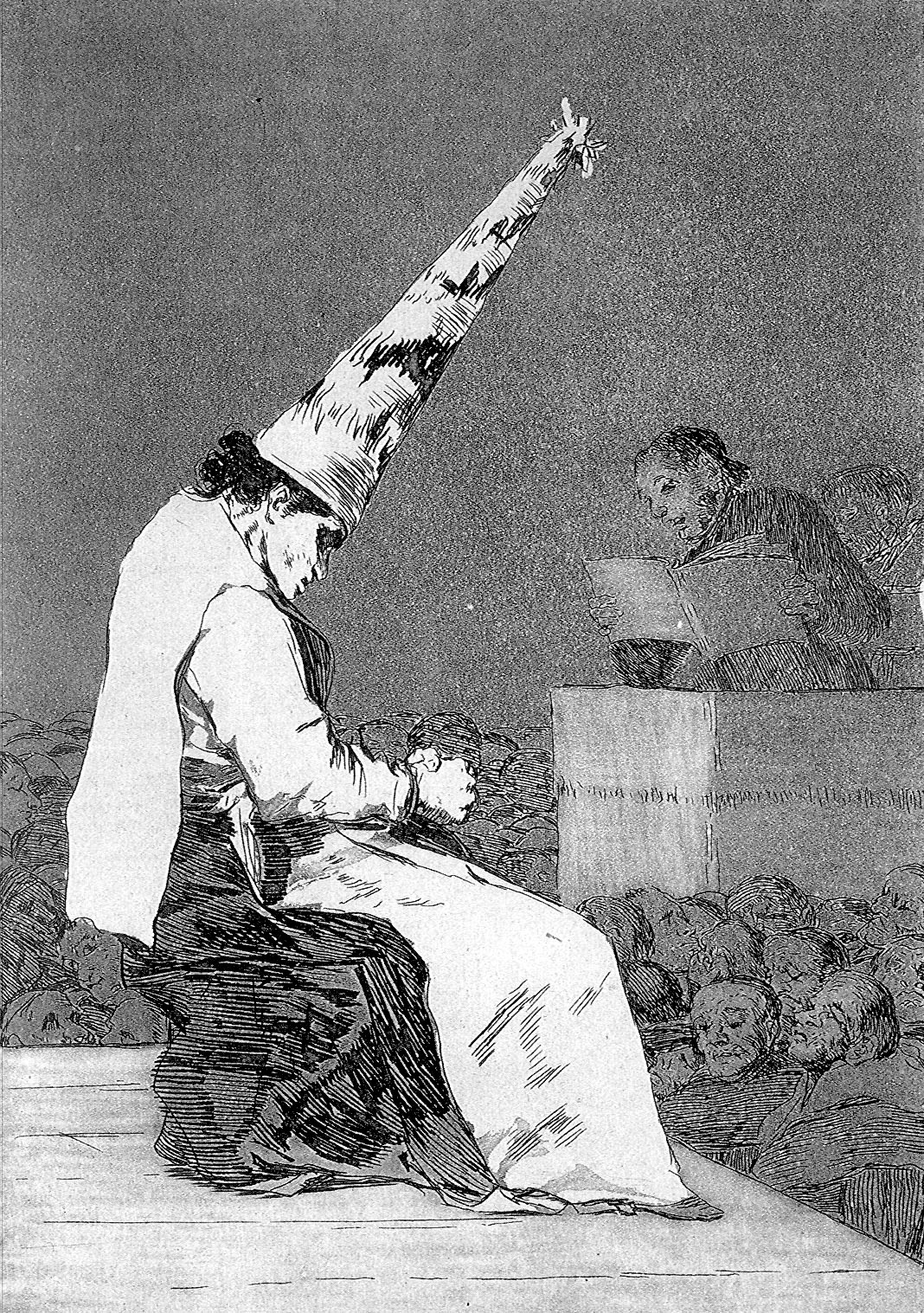
Reu amb cucurulla

 Es diu cucurulla, cuculla, cucurull, caperutxa o caperulla d'una lligadura de forma cònica que s'utilitza amb diversos propòsits. El nom és feminització de cucurull.
Antigament, la cucurulla era un cucurull de cartró cobert de llenç blanc que duien els deixuplinants de la quaresma. Amb un significat semblant, els condemnats per delictes religiosos per part de la Inquisició s'havien de vestir tocats amb una cucurulla per a sotmetre's a l'escarni públic. Per a l'aplicació de la pena capital a Espanya, a partir de l'edat mitjana, es vestia l'ajusticiat amb un mantó de color groga i amb una cucurulla, així abillat es conduïa al cadafal a cavall.
Actualment, es diu així les cucurulles de tela són part de l'uniforme d'algunes confraries de Setmana Santa. En aquest cas, la tela exterior baixa fins a les espatlles cobrint la cara i el coll del natzarè i deixant tan sols un parell d'orificis per als ulls. Els penitents a les processons de Setmana Santa que en duen són anomenats caperutxes/caperutxos, encapullats, encaputxats, encogullats, cuculles, caperonats/capironats, capirotes.
Els primers casquets militars, apareguts al segle xvii, eren poc més que una cucurulla de roba d'extrem flàccid i ornada de borla.